# São Nicolau (Santarém)
São Nicolau ist ein Ort und eine ehemalige Gemeinde (Freguesia) im portugiesischen Kreis Santarém. Die Gemeinde hatte 9575 Einwohner (Stand 30. Juni 2011).
Am 29. September 2013 wurden die Gemeinden Santarém (São Nicolau), Santarém (Marvila), Santa Iria da Ribeira de Santarém und Santarém (São Salvador) zur neuen Gemeinde União das Freguesias de Santarém (Marvila), Santa Iria da Ribeira de Santarém, Santarém (São Salvador) e Santarém (São Nicolau) zusammengeschlossen.